# Geodia sollasi
Geodia sollasi är en svampdjursart som beskrevs av Lendenfeld 1888. Geodia sollasi ingår i släktet Geodia och familjen Geodiidae.